# Spirontocaris phippsii
Spirontocaris phippsii är en kräftdjursart som först beskrevs av Henrik Nikolai Krøyer 1841.  Spirontocaris phippsii ingår i släktet Spirontocaris och familjen Hippolytidae. Arten har ej påträffats i Sverige. Inga underarter finns listade i Catalogue of Life.